# The Vengeance of Durand
The Vengeance of Durand è un film muto del 1919 diretto da Tom Terriss e interpretato da Alice Joyce. Prodotto e distribuito dalla Vitagraph Company of America, il film - un rifacimento di The Vengeance of Durand; or, The Two Portraits di James Stuart Blackton - uscì nelle sale il 15 novembre 1919.

## Trama
L'aristocratico francese Henri Durand è follemente geloso della moglie Marion, sempre attorniata da molti ammiratori. Uno di questi, respinto dalla donna, la accusa ingiustamente di essere l'amante di Tom Franklin, un amico d'infanzia. Marion, disperata perché il marito ha creduto alla calunnia, si suicida.
Passano alcuni anni. Tom, dopo una lunga assenza, ritorna e Durand, animato da uno spirito rancoroso e vendicativo, spinge la figlia Beatrice - che assomiglia come a una goccia d'acqua alla madre morta - a farsi corteggiare da Tom. I due finiscono per fidanzarsi e quando Tom è ormai pazzamente innamorato di lei, Beatrice si mette a flirtare con altri uomini, tanto da ridurlo alla disperazione. La donna, rendendosi conto che Tom pensa al suicidio, ammette di amare solo lui. Durand diventa furioso per il tradimento della figlia. Ma, quando il vecchio corteggiatore respinto di Marion confessa di averla calunniata, Tom viene riabilitato e Durand dà il suo consenso alle nozze tra lui e Beatrice.

## Produzione
Il film, conosciuto anche con il titolo alternativo The Two Portraits, fu prodotto dalla Vitagraph Company of America.

## Distribuzione
Distribuito dalla Vitagraph Company of America e presentato da Albert E. Smith, il film uscì nelle sale cinematografiche statunitensi il 15 novembre 1919.